# Castel San Giorgio

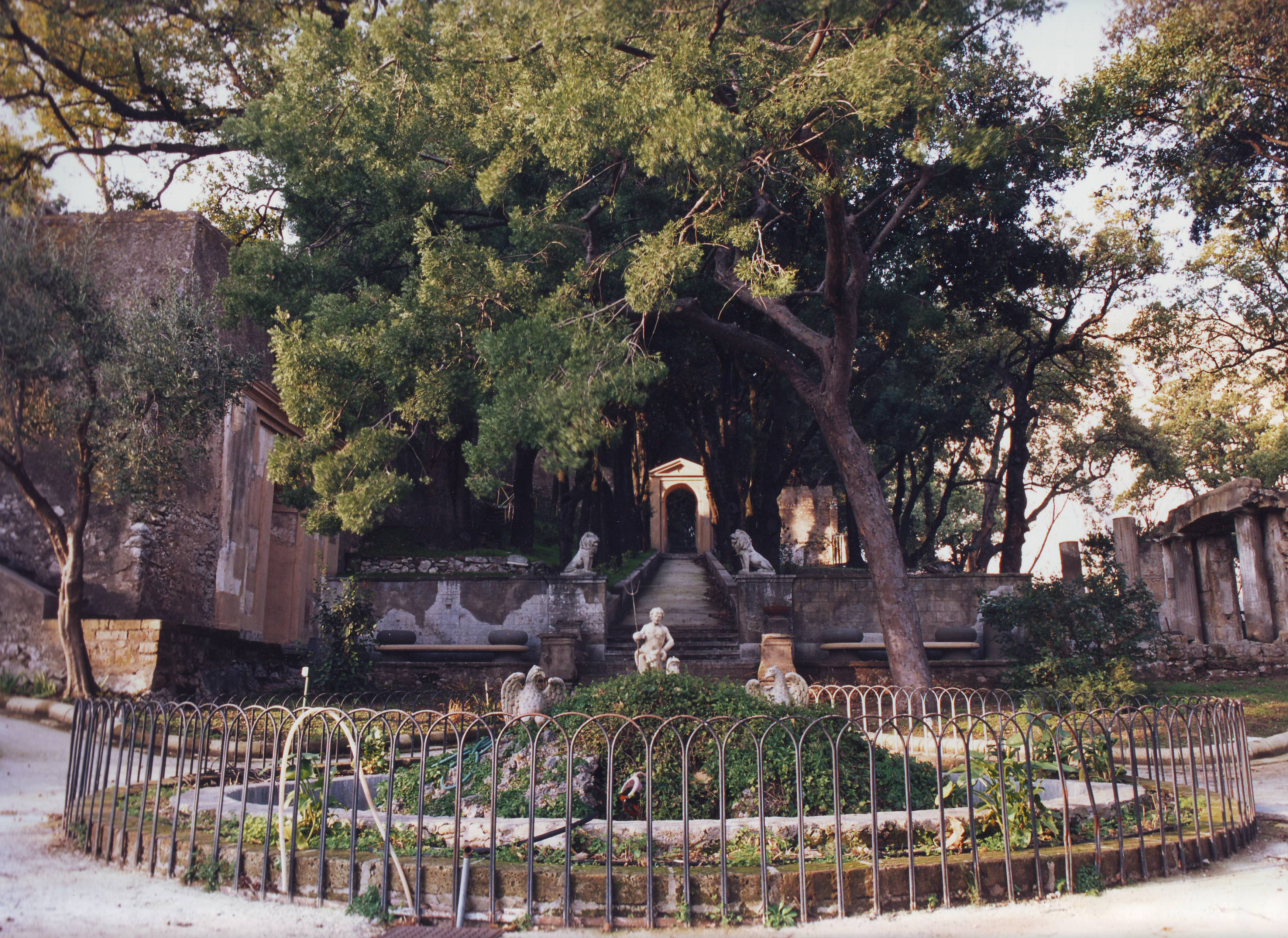
Villa Calvanese im Ortsteil Lanzara

Castel San Giorgio ist eine italienische Gemeinde mit 13.723 Einwohnern (Stand 31. Dezember 2023) in der Provinz Salerno in der Region Kampanien.

## Geografie
Die Nachbargemeinden sind Mercato San Severino, Nocera Inferiore, Roccapiemonte, Sarno und Siano. Die Ortsteile sind Aiello, Campomanfoli, Castelluccio, Cortedomini, Fimiani, Lanzara, Santa Croce, Santa Maria a Favore, Torello und Trivio Codola.

## Städtepartnerschaften
- Mella – (Provinz Santiago, Kuba)